# Auguste Gervais
Pour les articles homonymes, voir Gervais.
Auguste Gervais est un homme politique français né le 6 décembre 1856 à Paris et mort le 30 août 1917 à Paris.

## Biographie
Sorti de Saint-Cyr en 1877, il quitte l'armée en 1882 pour se lancer dans le journalisme, avec une spécialisation sur les questions militaires et coloniales. Il collabore au National, au Petit Journal, au Matin, et à L'Aurore. Il est également chef de cabinet du général Jean Thibaudin, ministre de la Guerre en 1883. Conseiller municipal puis maire d'Issy-les-Moulineaux, il est conseiller général du canton de Vanves de 1893 à 1898 et brièvement président du conseil général de la Seine. Il est député, radical, de la Seine de 1898 à 1909, et sénateur de 1909 à 1917, inscrit au groupe de la Gauche démocratique. Il s'investit beaucoup sur les sujets militaires, étant rapporteur, surtout au Sénat, de nombreux textes de loi.
En août 1914, le sénateur Gervais a publié à l'instigation du ministre de la guerre Adolphe Messimy un article intitulé : « La vérité sur l'affaire du 21 août: le recul en Lorraine ». Cet article accusait à tort le XVe corps du Sud-Est de lâcheté (le XXe corps de Nancy avait battu en retraite avant lui). Il ouvrait la voie à la condamnation et à l'exécution sans preuve pour l'exemple d'Auguste Odde, et Joseph Tomasini tous deux réhabilités par la suite.
Le scandale fut tel que les fromageries Gervais avaient voulu être distinguées de lui, compte tenu de l'émotion suscitée dans le sud de la France.
Auguste Gervais est inhumé au cimetière d'Issy-les-Moulineaux (Hauts-de-Seine).

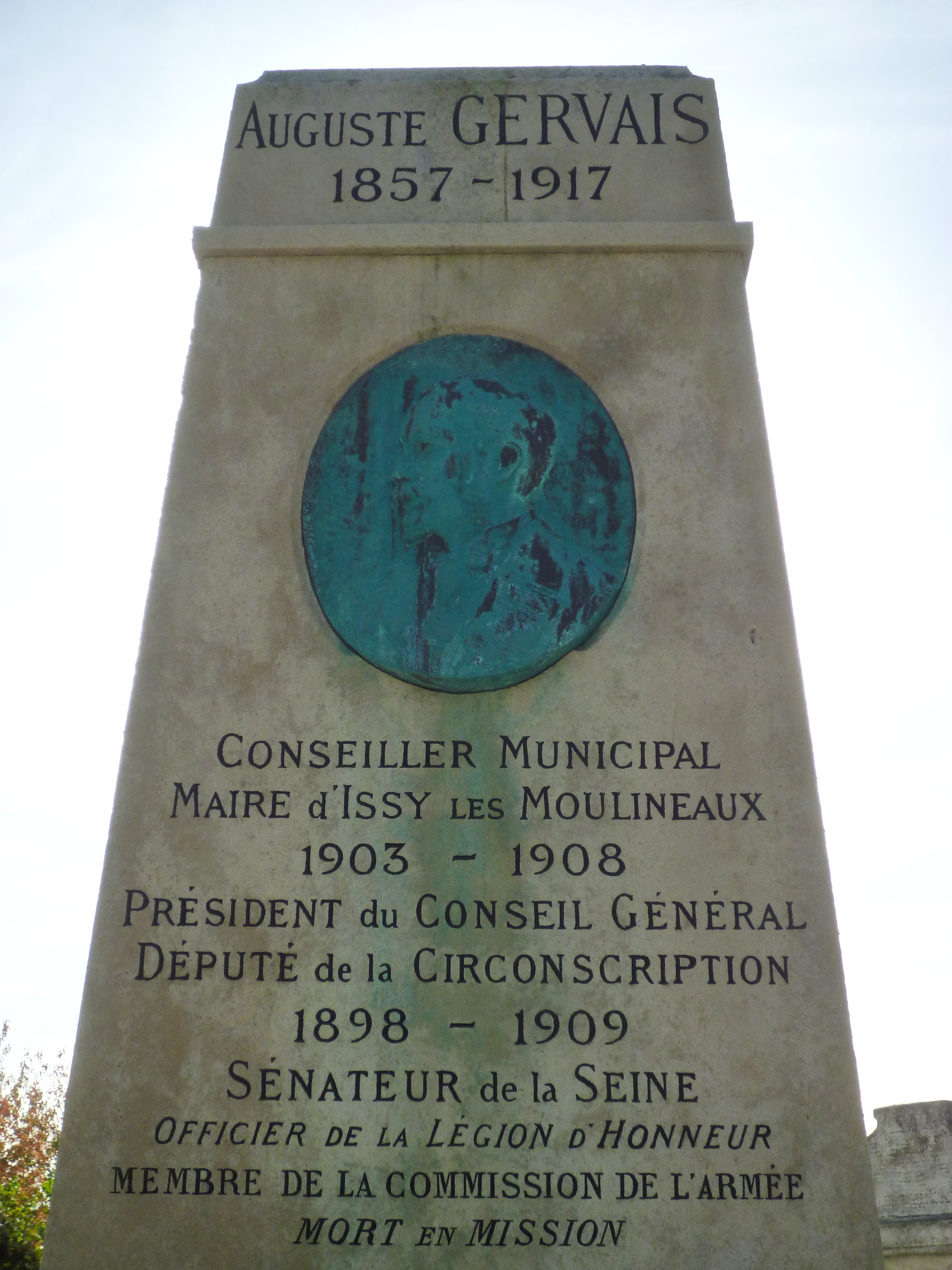
Sépulture d'Auguste Gervais à Issy-les-Moulineaux. Le médaillon en bronze est de Demirel.

## Hommages
- Un rosier grimpant lui est dédié par la maison Barbier, 'Auguste Gervais'.

## Sources
- « Auguste Gervais », dans le Dictionnaire des parlementaires français (1889-1940), sous la direction de Jean Jolly, PUF, 1960 [détail de l’édition]
- La légende noire des soldats du midi, (J.Y. Le Naour, Éditions Vendémiaire, 2013)